# Ezel (bier)
Ezel is een Belgisch blond bier van hoge gisting, gebrouwen door Brouwerij De Brabandere te Bavikhove, West-Vlaanderen. 
Het bier wordt sinds september 2015 gebrouwen voor de 'Orde van de Ezel' uit Kuurne (West-Vlaanderen). Voorheen werden twee andere versies uitgebracht, namelijk "Ezel wit" en "Ezel bruin".